# Douglas Bader
Douglas Bader (Londres; 10 de febrero de 1910 - Ibídem; 5 de septiembre de 1982), cuyo nombre completo era Douglas Robert Stewart Bader, también conocido como Douglas Tin Legs Bader, fue un piloto de la aviación de caza británica que alcanzó celebridad por ser un as de la Royal Air Force (RAF), logrando una treintena de victorias en combate, de las que 20 fueron confirmadas, en tan sólo 15 meses de actividad en los combates aéreos contra los aviones de la Luftwaffe alemana sobre los cielos del sur de Inglaterra y del Canal de la Mancha durante la Segunda Guerra Mundial. Y ello con la peculiaridad de que, amputado de ambas piernas a raíz de un accidente imprudente anterior a la guerra, combatía provisto de dos prótesis.
Pocos hombres han llegado en la Historia a convertirse en una leyenda viviente, y Douglas Bader fue uno de ellos, personificando el heroísmo de la RAF durante la guerra. Para él se llegó incluso a acuñar un mote especial: el as lisiado.

## Su juventud
Fue dejado en Inglaterra por sus padres hasta la edad de dos años, tras el cambio de destino de su padre, que era ingeniero civil y fue destinado a la India, ya que sus padres temían que el clima indio resultase excesivamente rudo para un bebé. Finalmente, los tres regresaron al Reino Unido en 1913. Poco tiempo después, a raíz del estallido de la Primera Guerra Mundial su padre, Frederick, se unió al Ejército británico y fue enviado a Francia con la British Expeditionnary Force para combatir contra los alemanes. Sería la última vez que Douglas Bader viese a su padre, puesto que éste falleció en 1917 a consecuencia de una herida de metralla en la cabeza. Como anécdota, su padre fue enterrado en las cercanías de Saint-Omer, en el departamento del Paso de Calais. Por una ironía del destino, Douglas fue encarcelado en las cercanías del lugar por la Wehrmacht durante la guerra siguiente. Posteriormente, su madre, Jessie, contrajo un segundo matrimonio con un sacerdote anglicano, William Hobbs.
En su período como estudiante, Douglas demostró poseer un espíritu independiente y no conformista. Atleta consumado, destaca en los deportes de equipo, convirtiéndose en capitán del equipo de rugby, insinuando ya sus maneras de liderazgo. En 1923, pasó a residir con su tía Hazel y especialmente con el marido de ésta, el teniente de aviación Cyril Burge, piloto en la Escuela del Aire de la Royal Air Force en Cranwell. En este hecho tiene su origen su pasión por la aviación, pasión que ya no olvidará jamás.

## Sus inicios en la RAF
En 1927 tomó la decisión de hacer carrera como piloto militar en la RAF, tras lo que entró en la Escuela del Aire de Cranwell en septiembre de 1928. Demostró ser un alumno medio, pero con excelentes aptitudes para el vuelo. A la mitad del período de su formación como piloto, de dos años de duración, era el 18º, en una promoción con un total de 21 alumnos pilotos. El jefe de la Escuela, el vicemariscal del aire Halahan, le previno: «Es usted joven, puedo comprender sus problemas, pero la RAF no, la RAF quiere aquí hombres, no escolares». Bader quedó profundamente afectado por el rapapolvo de Halahan, y a partir de ese momento se dedicó en cuerpo y alma a su labor. Estuvo incluso a punto de conseguir la Espada de Honor (recompensa otorgada al número uno de la promoción), premio que se le escapó por los pelos.
Tras haberse diplomado en 1930, Douglas Bader fue destinado al 23.er Escuadrón de Caza, desplegado en el aeródromo de Kenley, escuadrón que en esas fechas estaba equipado con aparatos biplanos Gloster Gamecock. Poco después, el Escuadrón cambió sus viejos aviones por unos Bristol Bulldog, más rápidos, pero a la vez menos maniobrables en condiciones de baja velocidad y baja cota de vuelo.
El lunes 14 de diciembre de 1931, Douglas Bader efectuaba un vuelo entre los aeródromos de Kenley y Woodley, junto a otros dos pilotos. Durante la escala en el aeródromo de Woodley, Douglas discutió sobre acrobacias aéreas con unos jóvenes pilotos, puesto que ya gozaba de la reputación de pericia en las acrobacias de vuelo. Sus contertulios le solicitaron una demostración de vuelo a baja cota de altitud, a lo que Douglas respondió que poseía poca experiencia de vuelo acrobático a los mandos de un Bulldog. No obstante, justo después de despegar, Douglas efectuó la maniobra de vuelo conocida como tonel y sobrevoló el aeródromo en vuelo boca abajo. Desgraciadamente, volaba demasiado bajo y, sobre todo, demasiado lento. Cuando quiso volver al plano horizontal de vuelo, el ala izquierda de su aparato rozó contra el suelo y se aplastó, con lo que el avión se accidentó, convirtiéndose en un amasijo de chatarra. Las dos piernas de Douglas Bader quedaron aplastadas, la izquierda bajo el sillón de pilotaje, a la vez que su pie derecho quedó aprisionado bajo la palanca de mando del timón.
El joven Douglas fue rápidamente extraído de los restos del aparato accidentado, siendo transportado al Hospital Real de Berkshire, donde fue puesto en manos del doctor Leonard Joyce, que era sin duda el mejor cirujano del momento en todo el Reino Unido. Inmediatamente, el doctor Joyce le amputó a Douglas la pierna derecha por encima de la rodilla y, pocos días más tarde, tuvo que amputarle también la pierna izquierda 15 centímetros por debajo de la rodilla. Tras ambas operaciones, el estado de salud de Douglas empeoró, llegándose a temer que no lograse sobrevivir, aunque posiblemente debido a su férrea voluntad logró recuperarse.
Contra todas las previsiones, pues, Douglas Bader logró sobrevivir tanto al accidente como a las operaciones subsiguientes. En 1932, tras una larga y dolorosa convalecencia (durante la misma adquirió dependencia de la morfina), fue enviado al Hospital de la RAF en Uxbridge. Allí entró en contacto con los hermanos Dessoutter. Marcel Dessoutter era un antiguo ingeniero aeronáutico que había perdido también una pierna a raíz de un accidente de aviación, tras lo cual había fundado una sociedad dedicada a la fabricación de prótesis de piernas, realizadas con aluminio, lo que en esa época era una auténtica revolución en el campo de las prótesis. Douglas Bader fue el primer cliente de la empresa en necesitar una prótesis para cada una de sus piernas. A pesar de todos los inconvenientes de tipo físico y sin desfallecer en ningún momento, Douglas Bader se dedicó a la pesada tarea de reconstruirse, no sólo física, sino también mentalmente.
Su objetivo era el de lograr caminar sin ayuda de muletas y, aunque todo el mundo le decía que eso era imposible, Douglas lo consiguió. Rápidamente, pudo conducir un automóvil, que había sido modificado para adaptarse a sus prótesis. Pudo jugar al golf o invitar a las chicas a bailar. Durante un fin de semana que pasó en compañía del subsecretario del Aire del Gobierno británico, sir Phillip Sasson, en junio de 1932, su deseo de volar era tan manifiesto que su acompañante, que residía en las cercanías del aeródromo de Lympe, se las ingenió para que pudiese efectuar un vuelo a bordo de un avión Avro 504, un aparato de entrenamiento, durante el cual Douglas pilotó perfectamente al avión. Una revisión médica le declaró apto para efectuar algunas prácticas de vuelo, con carácter restringido. Pero poco después, en abril de 1933, se le informó de que era definitivamente apartado del servicio activo en la Royal Air Force, lo que le sorprendió sobremanera, dejándole aturdido. Algunas semanas después, abandonó la RAF, recibiendo una pensión por invalidez total.
Durante los siguientes seis años, Douglas Bader pasó a trabajar en unas oficinas para la Asiatic Petroleum Company, la misma compañía que se transformaría posteriormente en la compañía petrolífera Royal Dutch Shell. En 1935, efectuó un feliz matrimonio con Thelma Edwards, que mantendría la devoción por su marido a lo largo de los 37 años siguientes.
A pesar de su nueva vida, seguía vigente su deseo de volver a volar. Tras el estallido de la Segunda Guerra Mundial, Bader utilizó como contacto a un antiguo conocido en el Ministerio del Aire y, con el apoyo de un antiguo jefe, logró el reingreso en la RAF, aunque dependiendo de una prueba de vuelo en la Escuela Central de Vuelo, en Upavon, en 1939.

## Segunda Guerra Mundial

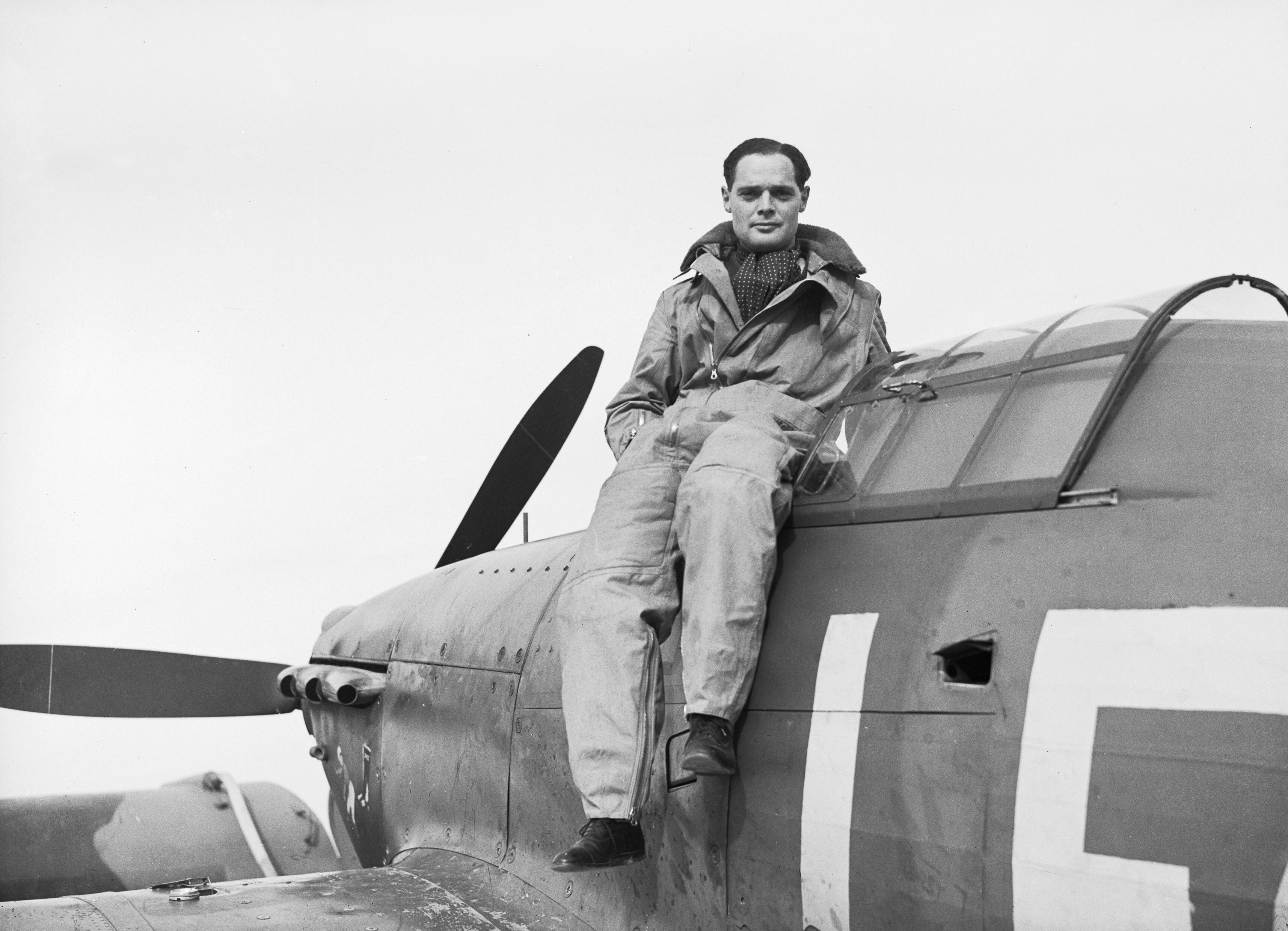
Bader sentado en su Hurricane como comandante del escuadrón 242 después de Batalla de Francia

El 27 de noviembre de 1939, ocho años después de su accidente, Bader volvió a encontrarse de nuevo a los mandos de un avión Avro Tutor K-324. Muy pronto, Bader pasó a pilotar un Fairey Battle, bombardero diurno monomotor, y luego un Miles Master, la última etapa para un piloto de la RAF antes de poder pilotar los Supermarine Spitfire y los Hawker Hurricane. En febrero de 1940, Bader fue destinado al 19º Escuadrón de Caza, con base en Duxford, siendo, a sus 29 años de edad, considerablemente mayor que el resto de pilotos que le rodeaban. Dos meses más tarde, fue nombrado comandante de la 222.ª Escuadrilla de Caza, otra escuadrilla basada en Duxford, que estaba a punto de reemplazar sus desfasados Bristol Blenheim por unos flamantes Spitfire.
Justo antes de tomar el mando, intentó hacer despegar su Spitfire con la hélice pasada de revoluciones y, fatalmente, el aparato se estrelló al despegar. De este accidente debe destacarse como curiosidad que, en el caso de que sus piernas no hubiesen sido amputadas con anterioridad al mismo, las hubiese perdido en el accidente. En este caso, únicamente hubo que recomponer las prótesis retorcidas. Sorprendido por la tontería propia de un novato que había cometido, la reconoció sin ambages. Felizmente para él, el ministro del Aire, Trafford Leigh-Mallory, consideró que habría aprendido la lección y que nunca más volvería a cometer ese error, con lo que le confirmó al mando de la escuadrilla.
En junio de 1940, Bader fue enviado, junto con su escuadrilla, para efectuar la cobertura aérea durante la retirada de Dunkerque de las tropas británicas ante el acoso de la Wehrmacht en Europa. En el curso de una de las salidas, Douglas Bader alcanzó su primera victoria aérea, sobre un Messerschmitt Bf 109 de la Luftwaffe. Aún en junio de 1940, fue nombrado jefe de la 242.ª Escuadrilla de Caza, una unidad canadiense que había quedado seriamente afectada en los combates correspondientes a la batalla de Francia y que en esos momentos estaba en un bajo estado de moral. Dicha moral no quedó precisamente mejorada cuando, en el aeródromo de Coltishall, vieron bajar del avión a su futuro comandante y comprobaron que carecía de ambas piernas. Sin embargo, Bader despejó inmediatamente sus temores, ofreciéndoles una demostración de acrobacia aérea de 30 minutos, que les impresionó profundamente. Tras enfrentarse con algunos problemas de avituallamiento, Bader pudo rápidamente declarar que su nueva escuadrilla, formada por 18 aparatos Hawker Hurricane, estaba lista para el combate. Era el momento oportuno, puesto que la decisiva batalla de Inglaterra estaba a punto de dar inicio.
Durante este episodio bélico, Bader participó en la elaboración y puesta a punto de la estrategia del Big Wing, que consistía en hacer despegar conjuntamente a varias escuadrillas de aviones de caza para enfrentarse con las oleadas de bombarderos de la Luftwaffe en su avance previo al bombardeo, de tal modo que se pudiese derribar al máximo posible de ellos antes de que descargasen sus cargas de bombas, abortando así los propios bombardeos y desorganizando a las escuadrillas atacantes. Cuando se dio por concluida la batalla de Inglaterra, Douglas Bader recibió las Distinguished Flying Cross (DFC) y Distinguished Service Order (DSO), a la vez que pasó a ser Wing Commander del aeródromo de Duxford.
Durante la batalla de Inglaterra, Douglas Bader estaba preocupado por la posibilidad de ser derribado sobre el canal de la Mancha, debido a que, caso de caer sobre el agua, sus prótesis podían actuar como lastre haciéndole hundirse en el mar. Por ese motivo, para intentar ayudar a la flotabilidad de las mismas, decidió rellenarlas con pelotas de ping pong. No obstante, en la siguiente misión que efectuó oyó unos ruidos extraños, pensando que era atacado por un avión enemigo. Sin embargo, se trataba de la explosión de las pelotas de ping pong, afectadas por la altura.
En marzo de 1941, dejó la escuadrilla 242 para pasar a ser Wing commander del aeródromo de Tangmere, asumiendo así el mando de tres escuadrillas de Spitfire (las escuadrillas 145ª, 610ª y 666ª), así como una escuadrilla de Bristol Beaufighter. Durante este mando diseñó y puso a punto la formación en «cuatro dedos», que posteriormente ha sido utilizada por todas las fuerzas aéreas del mundo, para hacer volar conjuntamente a una patrulla compuesta por cuatro aviones. Douglas Bader, durante este período, hizo gala de un espíritu táctico inusual, trabajando en estrecha coordinación con su alter ego en tierra, el controlador A.G. Woodhall. Por su brillante liderazgo, fue recompensado con una barra para añadir a su previa DSO.

## El ángel desplumado

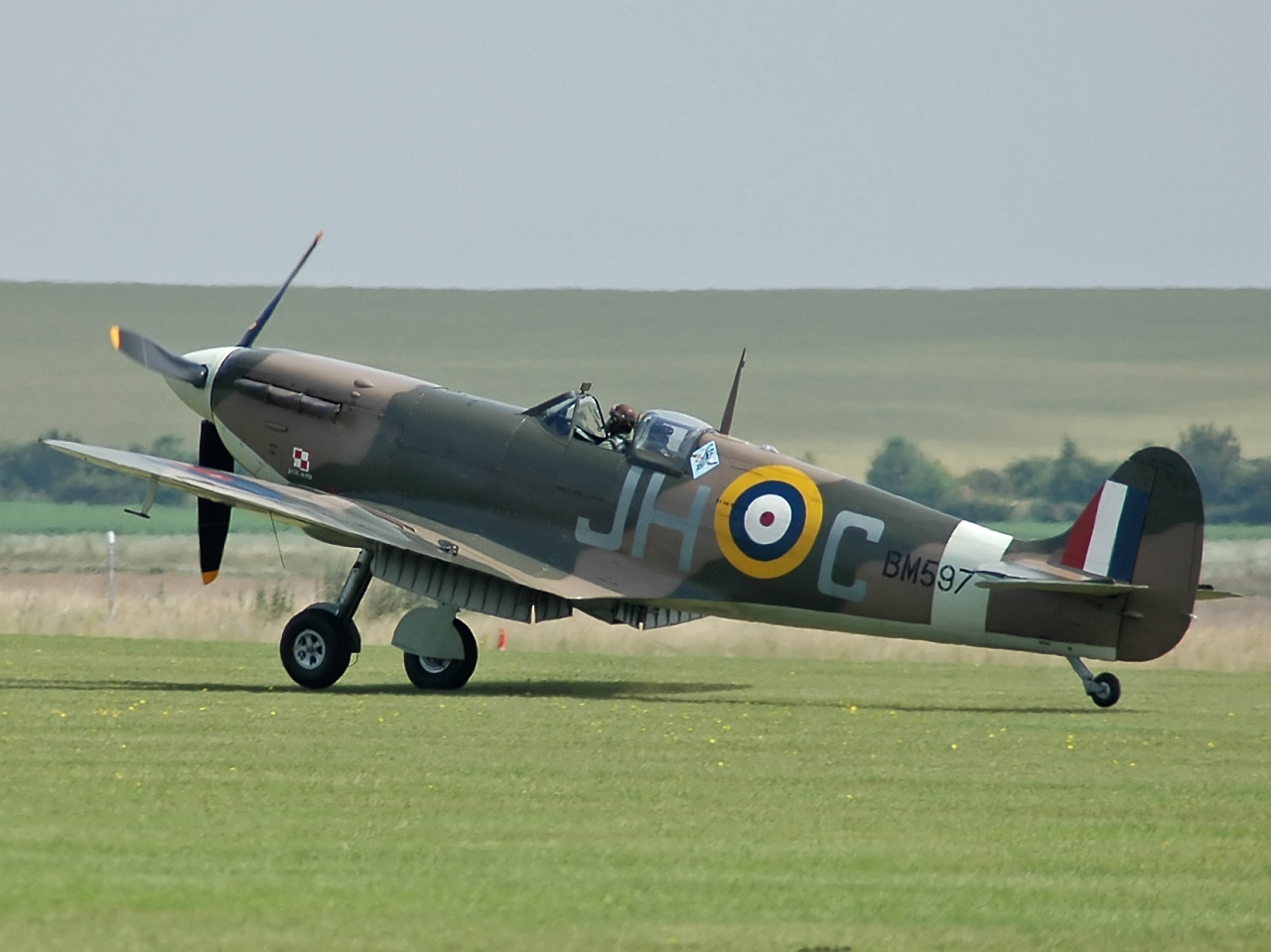
Un Spitfire similar al que utilizó el capitán Bader en sus últimas misiones en 1941.

Bader parecía invencible pero, el 9 de agosto de 1941, tras haber obtenido otras dos nuevas victorias, se topó en el aire con un tercer Messerschmitt 109, viéndose obligado a saltar en paracaídas. Durante las maniobras de extracción de la cabina de vuelo del avión alcanzado, perdió las dos prótesis de sus piernas. Al haber caído en territorio ocupado por los alemanes, se convirtió en prisionero de guerra, siendo enviado a un hospital en las cercanías de Saint-Omer, muy cerca del lugar en el que se encontraba la tumba de su padre. Antes de ello, Adolf Galland, uno de los jefes de la Luftwaffe, envió un vehículo para que le recogiese y le llevase a su base aérea para poder charlar con él. En ese momento se puso en marcha una de las menos conocidas y más increíbles operaciones de la Segunda Guerra Mundial. Tras ponerse de acuerdo alemanes y británicos, se dejó paso libre a un avión británico con el fin de que lanzase en paracaídas un nuevo par de prótesis para Douglas Bader. Se trata sin duda de la única ocasión en que los alemanes autorizaron a un avión británico para que sobrevolase la Francia ocupada (Hermann Göring, jefe máximo de la Luftwaffe, dio su beneplácito para que el capitán británico recibiera sus prótesis de reemplazo). La operación fue un éxito y Bader recibió su nuevo par de piernas de aluminio.
Una vez recuperada de nuevo su capacidad de movimiento tras serle reimplantadas las prótesis, y con la voluntad inflexible que le caracterizaba, rápidamente efectuó la primera de sus numerosas tentativas de evasión. Inició así un largo periplo de campo en campo y de evasión en evasión, hasta acabar recalando en la célebre fortaleza de Colditz, donde los alemanes, que aunque admiraban a este oficial fuera de lo común estaban cansados de sus tentativas de evasión, procedieron finalmente a la confiscación de sus prótesis, después de que Douglas rechazase hacer la promesa de no volver a efectuar ningún nuevo intento de fuga.
En la primavera de 1945, tras ser liberado por el 1º Ejército estadounidense, que acababa de conquistar Colditz, se dirigió inmediatamente a París para solicitar un Spitfire y regresar al combate antes del fin de la guerra. Sin embargo, no se le concedió la autorización, ya que ya formaba parte de la Historia y de la leyenda y el alto mando no deseaba perder a un hombre de esa envergadura. Fue ascendido a Group Captain, asumiendo el mando de la Escuela de Cazas de Tangmere, siendo posteriormente nombrado jefe del sector de Essex con el 11.º Grupo de North Weald. El 15 de septiembre de 1945, condujo personalmente el desfile aéreo de la victoria, formado por 300 aviones, que sobrevoló la ciudad de Londres.

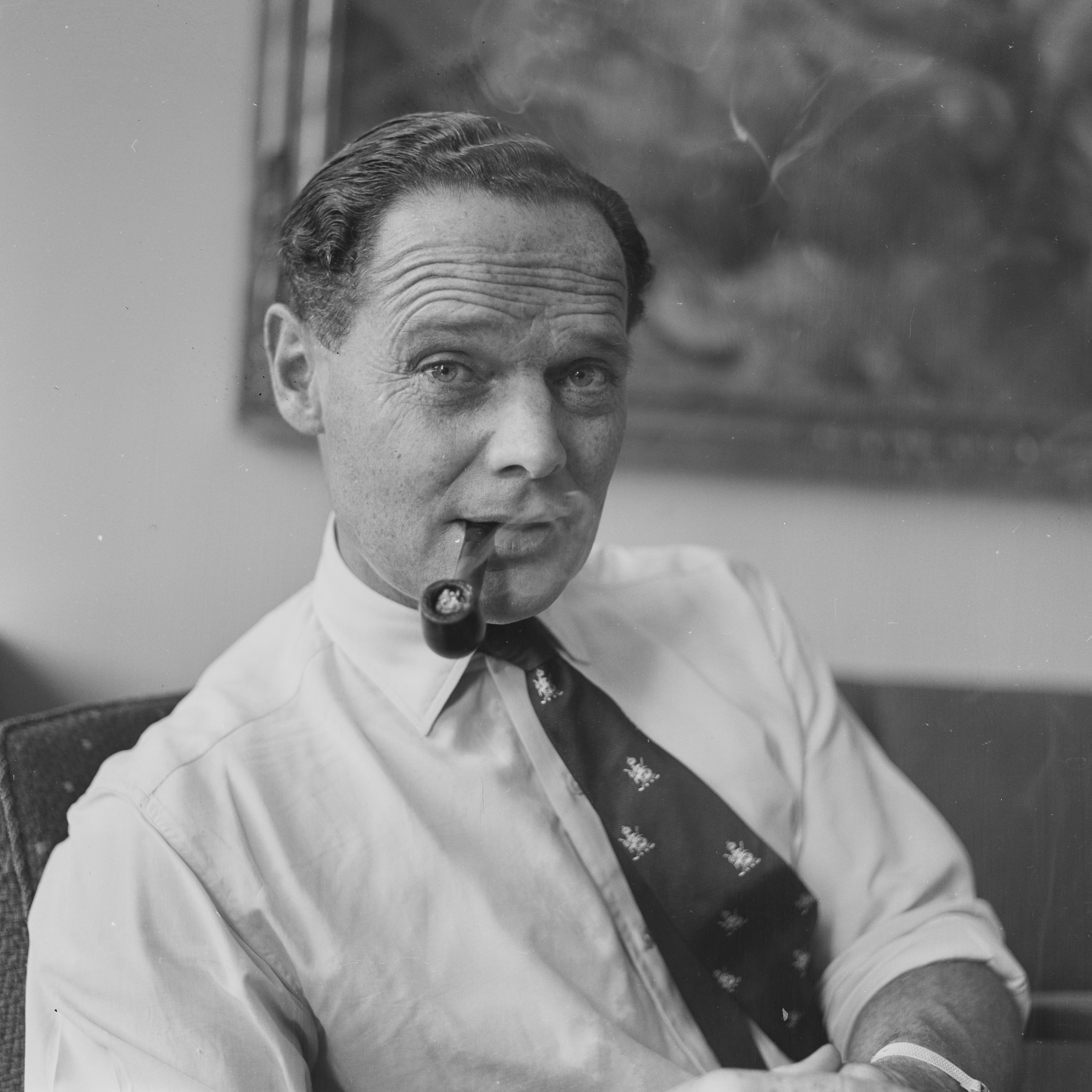
Bader en 1955

Recientemente en una entrevista George Lucas, el famoso cineasta, reconoció haberse basado en el pasado oscuro de este piloto mutilado, para la creación de su famoso Darth Vader.

## La posguerra

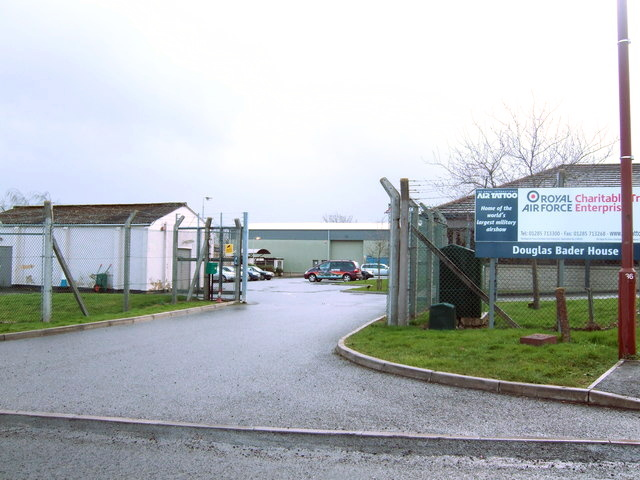
Douglas Bader House, la residencia de Douglas, hoy cuartel general de una unidad de la RAF.

La RAF le propuso reconocerle el grado y antigüedad que le corresponderían de no haber mediado su etapa como prisionero de guerra, pero la empresa Royal Dutch Shell le propuso por su parte una plaza en su departamento aéreo, con derecho a su propio avión privado. Tras una larga reflexión a lo largo de cuatro meses, y convencido de que la RAF en época de paz sería bien distinta de la RAF que había conocido durante la guerra, Bader dimitió por última vez de sus cargos en la Fuerza Aérea británica. Tras su abandono de la RAF en febrero de 1946, voló por todo el mundo para la Shell, a menudo en compañía de su esposa, Thelma.
En 1976, fue nombrado caballero por la reina Isabel II, en razón del conjunto de sus actividades a favor de aquellos que habían sufrido una amputación. Tras la muerte de su esposa Thelma, contrajo un segundo matrimonio con Joan Murray, que compartía igualmente su interés por la ayuda a los desfavorecidos. Su carga de trabajo era tal que habría hecho desfallecer a cualquiera, pero fue llevada a cabo por un hombre desprovisto de sus extremidades inferiores y con un corazón que poco a poco se iba deteriorando sin remedio. Su férrea voluntad le sostuvo hasta el mes de agosto de 1982, cuando sufrió un episodio leve de ataque cardíaco, tras participar en un torneo de golf en Ayrshire. Tres semanas después, el 5 de septiembre de 1982, tras una comida de celebración del 90 aniversario del mariscal del aire de la RAF sir Arthur "Bomber" Harris, falleció a causa de una crisis cardíaca, a la edad de 72 años. El London Times escribió: «Se convirtió en una leyenda al personificar el heroísmo de la RAF durante la Segunda Guerra Mundial».